# シグルズル・シグルソン
シグルズル・シグルソン（アイスランド語: Sigurður Sigurðsson、1914年4月22日 - 1982年4月12日）は、アイスランドの陸上競技選手。1936年ベルリンオリンピックの男子三段跳び、走り高跳びに出場した。男子三段跳びは13.58mで22位、走り高跳びは1.80mで予選敗退した。